# Euploea besinensis
Euploea besinensis är en fjärilsart som beskrevs av Hans Fruhstorfer 1899. Euploea besinensis ingår i släktet Euploea och familjen praktfjärilar. Inga underarter finns listade i Catalogue of Life.